# Лонсестон (аэропорт)
Аэропо́рт Лонсестона (англ. Launceston Airport), (ИАТА: LST, ИКАО: YMLT) — гражданский региональный аэропорт города Лонсестон (Тасмания, Австралия), расположенного в северо-восточной части острова Тасмания. Аэропорт Лонсестона находится примерно в 15 км южнее центральной части города, в месте под названием Уэстерн Джанкшен (Western Junction), недалеко от реки Саут-Эск.

## Основные сведения и показатели
Аэропорт Лонсестона находится на высоте 171 м над уровнем моря. У него есть три взлётно-посадочных полосы: 14R/32L с асфальтовым покрытием (длиной 1981 м и шириной 45 м) и две полосы с травяным покрытием — 14L/32R (длиной 700 м и шириной 18 м) и 18/36 (длиной 690 м и шириной 18 м).
Главные австралийские авиакомпании, обслуживающие аэропорт — Virgin Australia (которая ранее носила название Virgin Blue), Jetstar и QantasLink (региональное подразделение компании Qantas). Все они осуществляют полёты в наиболее популярный пункт назначения — Мельбурн. Другие пункты назначения в континентальной Австралии — Сидней и Брисбен. Региональная авиакомпания Sharp Airlines осуществляет рейсы в аэропорт острова Флиндерс. Кроме этого, есть рейсы грузовой авиакомпании Australian air Express (англ.).
По количеству перевезённых пассажиров Аэропорт Лонсестона занимает 2-е место среди аэропортов Тасмании, вслед за Международным аэропортом Хобарта. По этому же показателю для всех аэропортов Австралии Аэропорт Лонсестона в 2009/2010 финансовом году занимал 12-е место.

## Статистика пассажироперевозок
| Год       | Пассажиров | Взлётов-посадок |
| --------- | ---------- | --------------- |
| 1985/1986 | 578 164    | 15 052          |
| 1990/1991 | 409 208    | 15 425          |
| 1995/1996 | 588 262    | 12 282          |
| 2000/2001 | 522 100    | 12 256          |
| 2005/2006 | 925 637    | 11 376          |
| 2010/2011 | 1 156 356  | 13 115          |
| 2015/2016 | 1 320 952  | 14 619          |
| 2020/2021 | 539 758    | 9719            |